# Campeonato Europeu de Halterofilismo de 1933
O 24º Campeonato Europeu de Halterofilismo foi realizado em Essen, na Alemanha entre 16 a 17 de setembro de 1933. Foram disputadas cinco categorias.

## Medalhistas
| Evento    | Ouro                            | Ouro     | Prata                       | Prata    | Bronze                       | Bronze   |
| --------- | ------------------------------- | -------- | --------------------------- | -------- | ---------------------------- | -------- |
| 60 kg     | Hans Wölpert · Alemanha         | 420,0 kg | Eugen Mühlberger · Alemanha | 410,0 kg | Helmut Schäfer · Alemanha    | 397,5 kg |
| 67,5 kg   | Franz Thiersch · Alemanha       | 447,5 kg | Kurt Helbig · Alemanha      | 442,5 kg | Henri Blanc · Suíça          | 430,0 kg |
| 75 kg     | Pierre Allené · França          | 497,5 kg | Rudolf Ismayr · Alemanha    | 492,5 kg | Eugen Jordan · Alemanha      | 470,0 kg |
| 82,5 kg   | Nicolas Scheitler · Luxemburgo  | 497,5 kg | Jakob Vogt · Alemanha       | 495,0 kg | Karl Bierwirth · Alemanha    | 485,0 kg |
| + 82,5 kg | Václav Bečvář · Tchecoslováquia | 552,5 kg | Arnold Luhaäär · Estónia    | 537,5 kg | Josef Straßberger · Alemanha | 525,0 kg |

## Quadro de medalhas
| Ordem | País            | Medalha de ouro | Medalha de prata | Medalha de bronze | Total |
| ----- | --------------- | --------------- | ---------------- | ----------------- | ----- |
| 1     | Alemanha        | 2               | 4                | 4                 | 10    |
| 2     | Tchecoslováquia | 1               | 0                | 0                 | 1     |
| 2     | França          | 1               | 0                | 0                 | 1     |
| 2     | Luxemburgo      | 1               | 0                | 0                 | 1     |
| 5     | Estónia         | 0               | 1                | 0                 | 1     |
| 6     | Suíça           | 0               | 0                | 1                 | 1     |
| Total | Total           | 5               | 5                | 5                 | 15    |